# Communauté d'agglomération Montélimar-Sésame
Pour les articles homonymes, voir Sésame (homonymie).
Montélimar-Sésame, communément appelée La Sésame est une ancienne communauté d'agglomération centrée sur la ville de Montélimar, dans le département de la Drôme. Elle a fusionné avec la communauté de communes du Pays de Marsanne pour former la communauté d'agglomération Montélimar-Agglomération en 2014.

## Historique
À l'origine, Montélimar-Sésame était une communauté de communes créée le 18 décembre 1992. Après l'adhésion de Saulce-sur-Rhône, la structure intercommunale devient communauté d'agglomération par arrêté préfectoral du 27 novembre 2009.
Le schéma départemental de coopération intercommunale de 2011 prévoyait la fusion de la communauté d'agglomération Montélimar-Sésame, de la communauté de communes du Pays de Marsanne et du rattachement de la commune isolée de Manas. Ce périmètre a été arrêté le 1er octobre 2012 et l'arrêté de fusion a été notifié le 27 mai 2013. Toutefois, certains amendements proposant la modification du périmètre de la future structure intercommunale ont été rejetés, comme l'intégration de Puy-Saint-Martin, Malataverne ou La Bégude-de-Mazenc.

## Territoire communautaire

### Géographie
Elle est traversée dans le sens nord-sud par l'autoroute A7.

### Composition
Avant fusion, Montélimar-Sésame regroupait quinze communes situées sur la rive gauche du Rhône :
| Nom                    | Code Insee | Gentilé        | Superficie (km2) | Population (dernière pop. légale) | Densité (hab./km2) |
| ---------------------- | ---------- | -------------- | ---------------- | --------------------------------- | ------------------ |
| Montélimar (siège)     | 26198      | Montiliens     | 46,81            | 37 193 (2014)                     | 795                |
| Allan                  | 26005      | Allanais       | 28,81            | 1 657 (2014)                      | 58                 |
| Ancône                 | 26008      | Ancônais       | 1,59             | 1 313 (2014)                      | 826                |
| La Bâtie-Rolland       | 26031      | Bâtisiens      | 8,33             | 946 (2014)                        | 114                |
| Châteauneuf-du-Rhône   | 26085      | Castelneuvois  | 27,27            | 2 640 (2014)                      | 97                 |
| La Coucourde           | 26106      | Coucourdois    | 11,15            | 1 022 (2014)                      | 92                 |
| Espeluche              | 26121      | Espeluchois    | 11,33            | 1 046 (2014)                      | 92                 |
| Montboucher-sur-Jabron | 26191      | Montboucherois | 9,80             | 2 248 (2014)                      | 229                |
| Portes-en-Valdaine     | 26251      | Portois        | 15,04            | 380 (2014)                        | 25                 |
| Puygiron               | 26257      | Puygironnais   | 6,68             | 404 (2014)                        | 60                 |
| Rochefort-en-Valdaine  | 26272      | Rochefortois   | 12,80            | 346 (2014)                        | 27                 |
| Saulce-sur-Rhône       | 26337      | Saulçois       | 18,43            | 1 838 (2014)                      | 100                |
| Savasse                | 26339      | Savassons      | 22,01            | 1 402 (2014)                      | 64                 |
| La Touche              | 26352      | Toscadins      | 8,29             | 242 (2014)                        | 29                 |
| Les Tourrettes         | 26353      | Tourrettois    | 7,34             | 1 054 (2014)                      | 144                |

## Administration

### Les élus
Le conseil communautaire est composé de délégués des communes membres, selon la répartition suivante :
- deux représentants par commune ;
- un représentant supplémentaire par tranche ferme de 500 habitants jusqu'à 2 000 habitants inclus ;
- un représentant supplémentaire par tranche ferme de 1 700 habitants jusqu'à 2 000 habitants.

### Présidence
La communauté de communes, puis d'agglomération, était présidée par Franck Reynier. Elle comprenait seize vice-présidents depuis l'adhésion de Saulce-sur-Rhône (liste en 2010) :
- Bruno Almoric : petite enfance, CLIC ;
- Jean-Bernard Charpenel : technologies de l'information et de la communication, système d'information géographique, communication ;
- Loïc Charpenet : environnement et déchets ;
- Yves Courbis : assainissement collectif ;
- Jean-Jacques Garde : développement durable, aménagement des rivières et service public d'assainissement non collectif ;
- Danielle Granier : personnel ;
- Jean-Piere Laval : gens du voyage et transport ;
- Robert Leopold : sport ;
- Christian Mandrin : événements culturels et sportifs ;
- Louis Merle : finances ;
- René Vecchiato : boucles de randonnée, brigade animalière, fourrière et refuge animalier ;
- Jean-Luc Vincent : logement et prévention de la délinquance ;
- Jean-Luc Zanon : accueils de loisirs ;
- Joël Duc : aménagement économique et tourisme ;
- André-Bernard Orset-Buisson : culture ;
- Henri Fauqué : développement économique et énergie.

### Compétences
L'intercommunalité exerce des compétences exercées par les communes membres. Au moment de la transformation de la communauté de communes en communauté d'agglomération, les compétences étaient les suivantes :

#### Compétences obligatoires
En matière de développement économique :
- création, aménagement, entretien et gestion de zones d'activité industrielle, commerciale, tertiaire, artisanale, touristique, portuaire ou aéroportuaire qui sont d'intérêt communautaire ;
- actions de développement économique d'intérêt communautaire.

En matière d'aménagement de l'espace communautaire :
- schémas de cohérence territoriale et de secteur ;
- création et réalisation de zones d'aménagement concerté d'intérêt communautaire ;
- organisation des transports urbains.

En matière d'équilibre social de l'habitat :
- programme local de l'habitat ;
- politique du logement d'intérêt communautaire ;
- actions et aides financières en faveur du logement social d'intérêt communautaire ;
- réserves foncières pour la mise en œuvre de la politique communautaire d'équilibre social de l'habitat ;
- action, par des opérations d'intérêt communautaire, en faveur du logement des personnes défavorisées ;
- amélioration du parc immobilier bâti d'intérêt communautaire.

En matière de politique de la ville dans la communauté :
- dispositifs contractuels de développement urbain, de développement local et d'insertion économique et sociale d'intérêt communautaire ;
- dispositifs locaux, d'intérêt communautaire, de prévention de la délinquance.

#### Compétences optionnelles
En matière de protection et de mise en valeur de l'environnement et du cadre de vie :
- lutte contre la pollution de l'air ;
- lutte contre les nuisances sonores ;
- soutien aux actions de maîtrise de la demande d'énergie ;
- élimination et valorisation des déchets ménagers et assimilés ;
- assainissement.

Construction, aménagement, entretien et gestion d'équipements culturels et sportifs d'intérêt communautaire.
Action sociale d'intérêt communautaire.

#### Autres compétences
- Actions de développement et de promotion touristique d'intérêt communautaire
- Mise en place et gestion d'un système d'information géographique
- Aménagement, gestion et entretien des cours d'eau non domaniaux d'intérêt communautaire, et (y compris la création) des aires d'accueil des gens du voyage non sédentarisés
- Organisation d'animations culturelles et sportives d'intérêt communautaire
- Création, aménagement et gestion du refuge et de la fourrière animale et soutien aux associations gérant cette compétence
- Mise en œuvre, pour le compte des communes, d'un service pour la capture et le transport des animaux
- Politique en faveur des Technologies de l'Information et de la Communication (TIC) présentant un intérêt communautaire.

### Régime fiscal et budget
La communauté d'agglomération appliquait la fiscalité professionnelle unique.

### Sources
- Base nationale sur l'intercommunalité pour les années 2008 et 2013.